# النيابة العامة (اليمن)
النيابة العامة هي الهيئة القضائية التي تتولى التحقيق والإحالة في الجرائم وفقاً للإجراءات المحددة في قانون الإجراءات الجزائية.

## صلاحيات
تتولى النيابة العامة عند مباشرتها لمهامها الصلاحيات المحددة لها وفقاً للقانون، وبالأخص :
1. مراعاة تطبيق القانون.
2. تحريك الدعوى الجنائية وممارسة إجراءاتها.
3. متابعة تنفيذ الأحكام والقرارات الجزائية.
4. إجراء التحقيق في الجرائم وجمع الأدلة.
5. إبداء الرأي في الطعن على الأحكام والقرارات الجزائية وغيرها.
6. التدخل الوجوبي والجوازي في الحالات المنصوص عليها في قانون الإجراءات الجزائية أو في أي قانون آخر.
7. الإشراف والتفتيش على مراكز التوقيف والسجون والمؤسسات الإصلاحية للأحداث، للتأكد من مشروعية الحبس والتوقيف.

## تعيين النائب العام والمحامي العام
يعين النائب العام والمحامى العام الأول بقرار من رئيس الجمهورية.

## اختصاصات النائب العام
النائب العام هو المختص بالدعوى العامة بصفته نائباً عن المجتمع، يباشرها بنفسه أو بواسطة مساعدين له، ويشاركه فيها أعضاء النيابة العامة إلا ما أستثني بنص خاص. يسري في حق أعضاء النيابة العامة ذات الأحكام المقررة للقضاء في قانون السلطة القضائية وبخاصة ما يتعلق بشروط التعيين وأحكام النقل والندب والحقوق والواجبات والمحظورات والحصانة والإشراف وأحكام التفتيش والتنظيم من القرارات والمحاسبة والتأديب إلا ما أستثني بنص خاص.